# Yesterday/I Should Have Known Better
Yesterday/I Should Have Known Better è un singolo discografico della band britannica The Beatles, pubblicato nel 1976.

## Tracce
Testi e musiche di John Lennon e Paul McCartney.
1. Yesterday – 2:05
2. I Should Have Known Better – 2:45

## Formazione
- George Harrison
- Paul McCartney
- Ringo Starr
- John Lennon